# Andrea Riseborough
Andrea Riseborough (Wallsend, 1981. november 20. –) angol színésznő.
2022-es To Leslie című filmjével – vitatott körülmények között – Oscar-díjra jelölték. 

## Fiatalkora
A Newcastle upon Tyne-i Wallsendben született, Isabel Johnson titkárnő és George Riseborough autókereskedő lányaként. Húga, Laura, szintén színésznő.
Kislányként szerepelt a Newcastle upon Tyne-i People's Theatre-ben, Christopher Goulding Riding England Sidesaddle című darabjában, Celia Fiennes szerepében. Öt évig tagja volt a Young People's Theatre-nek. A Newcastle upon Tyne Church Középiskolába járt. 2005-ben diplomázott a Royal Academy of Dramatic Arton, és tagja volt a National Youth Theatre-nek.

## Pályafutása
Első szerepe az A Very Social Secretary című 2005-ös tévéfilmben volt. 2006-ban játszott első mozifilmjében, a Vénuszban, melynek Peter O’Toole volt a főszereplője. 2007-ben debütált a Broadwayn Alexi Kaye The Pride című színdarabjában, Hugh Dancy és Ben Whishaw partnereként. Legjobb női mellékszereplőként kétszer jelölték Drama Desk-Awardra, 2007-ben és 2010-ben. 2008-ban Sally Hawkinsszal alakított együtt a Hajrá, boldogság! című vígjátékban. Ugyanebben az évben Margaret Thatcher brit miniszterelnök szerepébe bújt a Margaret: Hosszú menet Finchley-ig című tévéfilmben. Játékát BAFTA-díjra jelölték. 
2010-ben ismét Hawkins mellett tűnt fel a Harc az egyenjogúságért című komikus drámában. Ezt követően beválogatták a Mark Romanek rendezésében készült Ne engedj el! című romantikus tragédiafilmbe, mely Kazuo Ishiguro regényén alapult. A főszerepet Andrew Garfield és Keira Knightley kapta meg. Riseborough utolsó 2010-es filmje, a Brightoni szikla Helen Mirren és John Hurt kettősét helyezte előtérbe. 2011-ben Wallis Simpson, VIII. Edward király feleségének szerepét alakította Madonna filmjében, ami a W. E. – Országomat egy nőért címet kapta. Ugyanebben az évben Michael Sheen és Iwan Rheon oldalán játszott a Resistance című filmadaptációban.
2013-ban a Feledés című sci-fiben jelent meg Tom Cruise-zal. 2014-ben a nagysikerű Oscar-díjas Birdman avagy (A mellőzés meglepő ereje) című film szerepgárdáját gyarapította, amivel közösen elnyerték a Screen Actors Guild-díjat. 2015-ben Riseborough ismét egy thrillerben, az Alexander Skarsgård főszereplésével készült Hidden című filmben játszott.
2016-ban a Bloodline – A vérvonal árnyai című Netflix websorozat második évadjának állandó szereplője lett.
2018-ban főszerepet kapott a Mandy – A bosszú kultusza című akcióhorrorban, és egy-két éven át ebben a műfajban is maradt. 2022-ben a nagy költségvetésű Amszterdamban szerepelt Christian Bale, Margot Robbie és John David Washington társaságában. Ugyanebben az évben a Matilda – A musical mellékszereplője lett. 
2023-ban Oscar-díjra jelölték a To Leslie című független filmben való alakításáért.

## Magánélete
2008-ban kezdett el járni Joe Appel művésszel, akivel 2016-ban szakított. 
2020 óta Karim Saleh párja, akivel a Luxor forgatásán ismerkedett meg.

## Filmográfia

### Film
| Év   | Magyar cím                               | Eredeti cím                                     | Szerep                     | Magyar hang            |
| ---- | ---------------------------------------- | ----------------------------------------------- | -------------------------- | ---------------------- |
| 2006 | Vénusz                                   | Venus                                           | kosztümös filmek rajongója |                        |
| 2007 |                                          | Magicians                                       | Dani                       |                        |
| 2008 | Hajrá, boldogság!                        | Happy-Go-Lucky                                  | Dawn                       | Németh Borbála         |
| 2008 |                                          | Love You More (rövidfilm)                       | Georgia                    |                        |
| 2009 |                                          | Mad Sad & Bad                                   | Julia                      |                        |
| 2010 | Ne engedj el!                            | Never Let Me Go                                 | Chrissie                   | Tóth Eszter            |
| 2010 | Harc az egyenjogúságért                  | Made in Dagenham                                | Brenda                     | Németh Borbála         |
| 2010 | Brightoni szikla                         | Brighton Rock                                   | Rose                       |                        |
| 2011 | W.E. – Országomat egy nőért              | W.E.                                            | Wallis Simpson             | Majsai-Nyilas Tünde    |
| 2011 |                                          | Resistance                                      | Sarah                      |                        |
| 2012 | Árnyjátékos (Kettős játszma)             | Shadow Dancer                                   | Collette                   | Balsai Móni            |
| 2012 | Lekapcsolódás                            | Disconnect                                      | Nina Dunham                | Kiss Virág Magdolna    |
| 2013 | Üdv a mocsokban                          | Welcome to the Punch                            | Sarah Hawks                | Pálmai Anna            |
| 2013 | Feledés                                  | Oblivion                                        | Victoria                   | Pálfi Kata             |
| 2014 | Birdman avagy (A mellőzés meglepő ereje) | Birdman or (The Unexpected Virtue of Ignorance) | Laura                      | Németh Borbála         |
| 2014 | Néma vihar                               | The Silent Storm                                | Aislin                     | Németh Borbála         |
| 2015 |                                          | Hidden                                          | Claire                     |                        |
| 2016 |                                          | Shepherds and Butchers                          | Kathleen Marais            |                        |
| 2016 | Éjszakai ragadozók                       | Nocturnal Animals                               | Alessia                    | Németh Borbála         |
| 2016 |                                          | Mindhorn                                        | Elena Baines őrmester      |                        |
| 2017 | A nemek harca                            | Battle of the Sexes                             | Marilyn Barnett            | Balsai Móni            |
| 2017 | Sztálin halála                           | The Death of Stalin                             | Szvetlana                  | Für Anikó              |
| 2018 | Mandy – A bosszú kultusza                | Mandy                                           | Mandy Bloom                | Czető Zsanett          |
| 2018 |                                          | Nancy                                           | Nancy Freeman              |                        |
| 2018 |                                          | Burden                                          | Judy                       |                        |
| 2019 |                                          | The Kindness of Strangers                       | Alice                      |                        |
| 2020 | Az átok háza                             | The Grudge                                      | Muldoon nyomozó            |                        |
| 2020 | Gyilkos tudat                            | Possessor                                       | Tasya Vos                  | Kiss Eszter            |
| 2020 |                                          | Luxor                                           | Hana                       |                        |
| 2021 |                                          | Here Before                                     | Laura                      |                        |
| 2021 | Louis Wain rendkívüli élete              | The Electrical Life of Louis Wain               | Caroline Wain              |                        |
| 2022 |                                          | Please Baby Please                              | Suze                       |                        |
| 2022 |                                          | To Leslie                                       | Leslie                     |                        |
| 2022 | Amszterdam                               | Amsterdam                                       | Beatrice Vandenheuvel      | Balsai Móni            |
| 2022 | Matilda – A musical                      | Roald Dahl's Matilda the Musical                | Mrs. Wormwood              | Balsai Móni            |
| 2022 | Matilda – A musical                      | Roald Dahl's Matilda the Musical                | Mrs. Wormwood              | Ágoston Katalin (ének) |
| 2022 |                                          | What Remains                                    | Anna Rudebeck              |                        |
| 2023 | Lee                                      | Lee                                             | Dame Audrey Withers        | Balsai Móni            |

### Televízió
| Év        | Magyar cím                         | Eredeti cím                                  | Szerep                | Megjegyzések                                                            |
| --------- | ---------------------------------- | -------------------------------------------- | --------------------- | ----------------------------------------------------------------------- |
| 2005      |                                    | A Very Social Secretary                      | Amanda                | tévéfilm                                                                |
| 2005      |                                    | Whatever Love Means                          | Anna Wallace          | tévéfilm                                                                |
| 2005      |                                    | Doc Martin                                   | 1 epizód              |                                                                         |
| 2006      |                                    | The Secret Life of Mrs Beeton                | Myra                  | tévéfilm                                                                |
| 2007      |                                    | Party Animals                                | Kirsty MacKenzie      | főszereplő (8 epizód)                                                   |
| 2008      | A vámpír, a vérfarkas és a szellem | Being Human                                  | Annie                 | próbaepizód                                                             |
| 2008      | Margaret: Hosszú menet Finchley-ig | Margaret Thatcher: The Long Walk to Finchley | Margaret Thatcher     | tévéfilm                                                                |
| 2008      | Az ördög szeretője                 | The Devil's Mistress                         | Angelica Fanshawe     | minisorozat (4 epizód)                                                  |
| 2014      |                                    | The Money                                    | Anna Elkin            | tévéfilm                                                                |
| 2016      | A vérvonal árnyai                  | Bloodline                                    | Evangeline Radosevich | főszereplő (8 epizód)                                                   |
| 2016      |                                    | National Treasure                            | Dee Finchley          | minisorozat (4 epizód)                                                  |
| 2016      | A vád tanúja                       | The Witness for the Prosecution              | Romaine Heilger       | - minisorozat (2 epizód) - magyar hangjai: - Dobó Enikő - Roatis Andrea |
| 2017      | Fekete tükör                       | Black Mirror                                 | Mia Nolan             | 1 epizód (Krokodil)                                                     |
| 2018      |                                    | Waco                                         | Judy Schneider        | minisorozat (6 epizód)                                                  |
| 2019–2020 | ZéróZéróZéró                       | ZeroZeroZero                                 | Emma Lynwood          | főszereplő (8 epizód)                                                   |

## Színpadi szerepek
- The Pride

## Fontosabb díjak és jelölések
| Év                      | Cím                                      | Díj                                                                                    | Eredmény |
| ----------------------- | ---------------------------------------- | -------------------------------------------------------------------------------------- | -------- |
| Filmek és tévésorozatok |                                          |                                                                                        |          |
| 2009                    | Margaret – Hosszú menet Finchley-ig      | BAFTA TV-díj a legjobb színésznőnek                                                    | Jelölve  |
| 2013                    |                                          | BAFTA Rising Star-díj                                                                  | Jelölve  |
| 2014                    | Birdman avagy (A mellőzés meglepő ereje) | Screen Actors Guild-díj a legjobb szereplőgárdának (mozifilm) (megosztva a többiekkel) | Elnyerte |
| 2023                    | To Leslie                                | Oscar-díj a legjobb női főszereplőnek                                                  | Jelölve  |
| Színpadi szerepek       |                                          |                                                                                        |          |
| 2007                    | The Pride                                | Drama Desk-díj a legjobb női mellékszereplőnek                                         | Jelölve  |
| 2010                    | The Pride                                | Drama Desk-díj a legjobb női mellékszereplőnek                                         | Jelölve  |
| 2010                    | The Pride                                | Theatre Worl-díj                                                                       | Elnyerte |